# DJ Mehdi
DJ Mehdi, pseudonimo di Mehdi Favéris-Essadi (Asnières-sur-Seine, 20 gennaio 1977 – Parigi, 13 settembre 2011), è stato un disc jockey e produttore discografico francese di origine tunisina di musica hip hop e di musica elettronica.

## Biografia

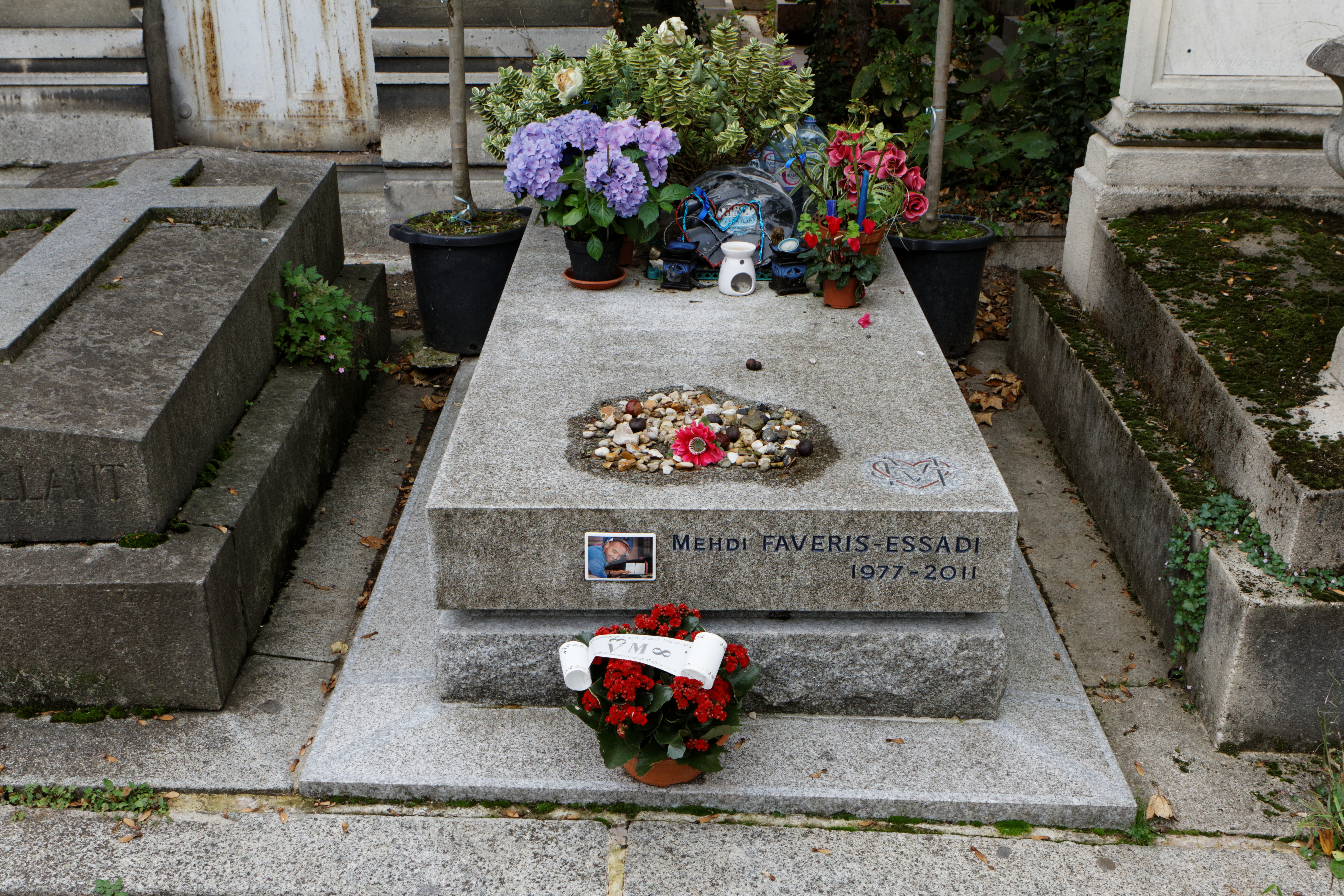
Tomba di Mehdi Favéris-Essadi al cimitero di Père-Lachaise.

Mehdi è nato in un sobborgo a nord-ovest di Parigi. Inizialmente è stato DJ per la band Different Teep, e successivamente per Ideal J, acquisendo esperienza nella scena musicale. Successivamente ha assunto il lavoro di produttore per il gruppo 113, Different Teep e Karlito. È diventato uno dei più famosi produttori hip-hop dell'underground francese. Lo scambio creativo con i grandi della musica elettronica ha portato a collaborazioni con Daft Punk, Cassius, MC Solaar, Futura 2000, Asian Dub Foundation e Chromeo, tra gli altri.
Dopo aver firmato il suo contratto con la Ed Banger Records, Mehdi ha lavorato con Busy P per combinare elementi techno e hip-hop. I due suonavano insieme una volta al mese nella discoteca parigina Pulp con grande successo.
Il suo primo LP è stato pubblicato nel 2002 con il nome The Story of Espion. Il secondo album Lucky Boy è uscito nell'agosto 2006. Il singolo I am Somebody è stato utilizzato nel 2007 per uno spot pubblicitario sull'emittente americana XM Satellite Radio.
Insieme al musicista Riton (Henry Smithson) ha avviato un progetto musicale nel 2010, il duo electro franco-inglese si chiamava "Carte Blanche".
Mehdi è morto il 13 settembre 2011 a seguito di una caduta dopo aver festeggiato con gli amici sul tetto di casa da un'altezza di 8 metri.

## Cinema
Nel 2024 in Francia esce il film di Thibault de Longeville in sei episodi diffusi su Arte.tv, ognuno dei quali della durata  tra i 30 e i 50 minuti, DJ Mehdi: Made in France, una produzione Ultra Magnetic, 360 Créative, Unité, Arte France. Nel film la voce del regista, fuori campo, presenta il suo eroe enfaticamente affermando che forse nessuno lo conosce, ma, nella sua breve vita ha sconvolto la cultura francese e influenzato la cultura pop mondiale come era conosciuta fino a quel momento. In un articolo su Cahiers du cinéma viene sottolineato che il punto centrale su cui insiste il film è che il giovane produttore DJ Mehidi lavorando al'incrocio tra la musica elettronica bianca e il rap dei quartieri ha unito due mondi che non si parlavano affatto. Nel film, nota ancora il critico Guillaume Orignac, vengono tagliati spesso i piani sequenza del suo personaggio al fine di sottolineare la sua voce, come per ricordare che la sua vita non fu che musica, ma anche per economizzare sulla sua immagine e costruire la sua autentica icona.